# Furiani

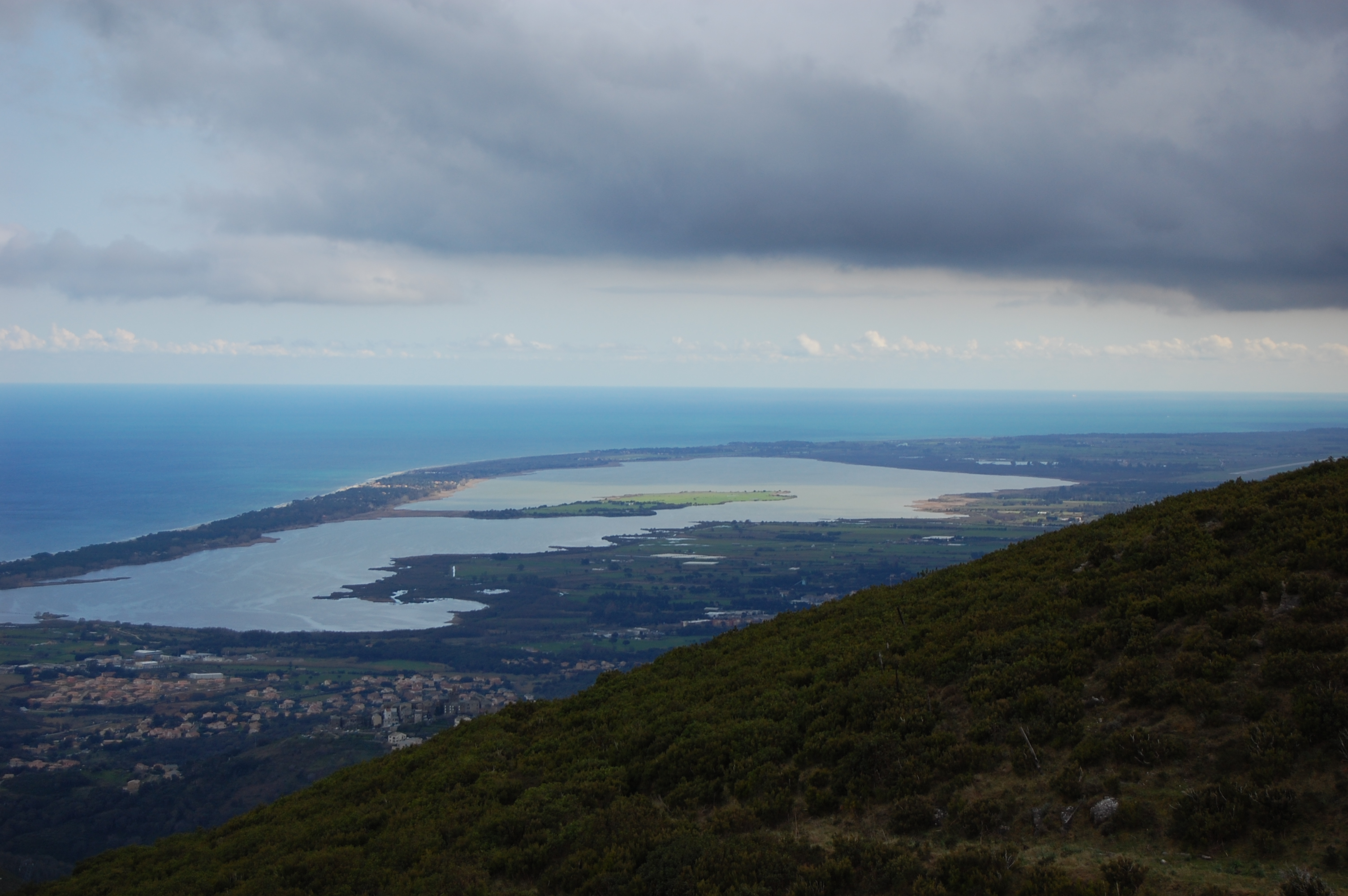
Étang de Biguglia, Furiani in foreground

 Furiani  là một xã ở tỉnh Haute-Corse trên đảo Corse, Pháp. Xã này có diện tích 18,49 km², dân số năm 1999 là 4829 người. Khu vực này có độ cao 150 mét trên mực nước biển.